# Bindung (Hund)

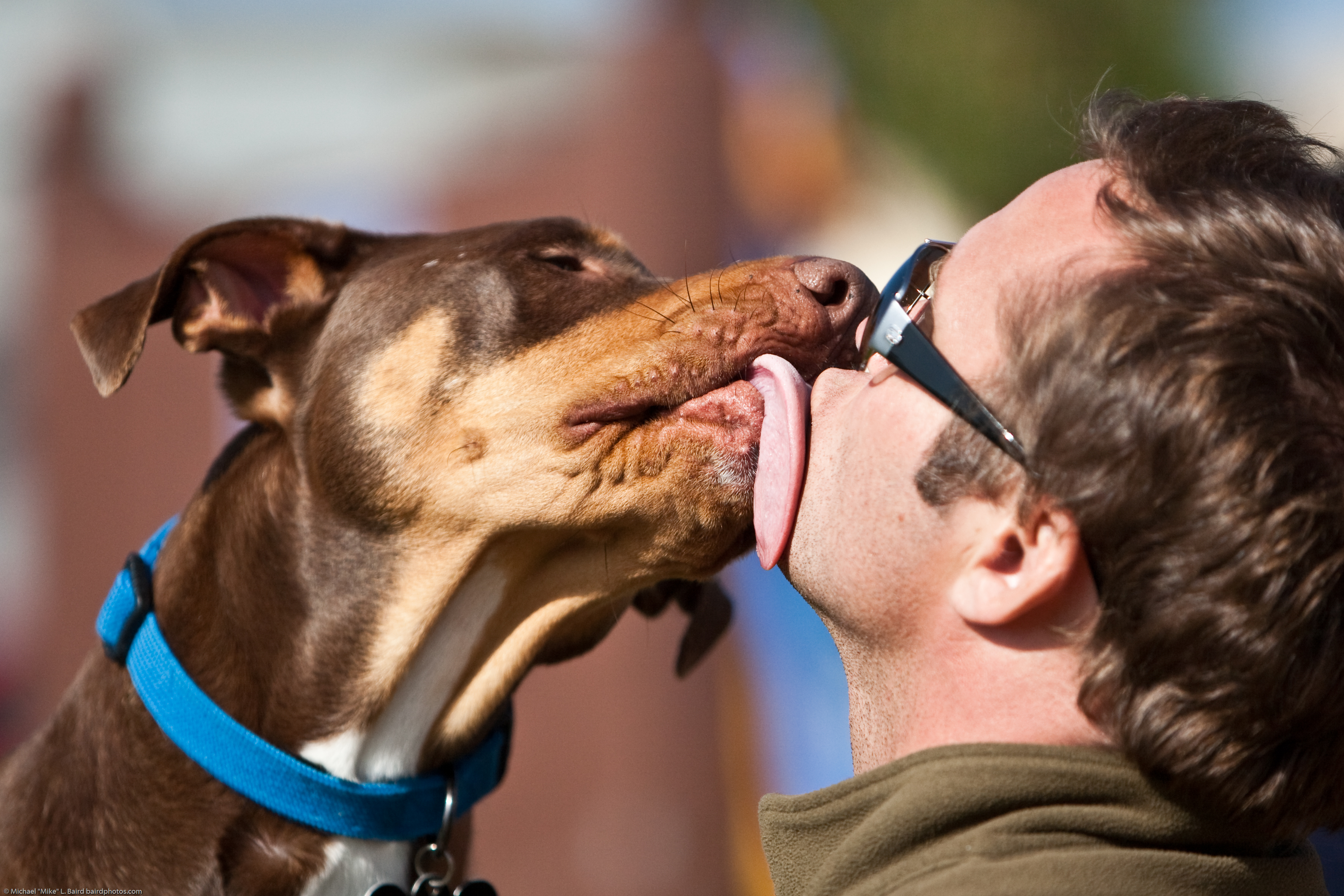
Zeigt dieser Hund seine Bindung?

Bindung bezeichnet in der Kynologie eine besondere soziale Beziehung zwischen Hund und Mensch. Sie ist zum einen Folge einer Sozialisation mit Menschen, zum anderen genetisch bedingt und wird als mögliche evolutionäre Anpassung an das Leben in Menschen-Gruppen gedeutet. Die Bindung des Hundes an Menschen tritt insbesondere dann auffällig in Erscheinung, wenn das Tier in Stress-Situationen gerät. Vor die Wahl gestellt, bevorzugen es Hunde, sich Menschen anzuschließen. Zu anderen Hunden bauen sie keine Bindungsbeziehungen auf.

## Bindungsbegriff
Bindung bezeichnet nach Erik Zimen das Phänomen, dass ein Tier (hier: Hund) eine besonders enge soziale Beziehung zu einem anderen Individuum eingeht. Heinz Weidt übertrug 1989 die Bindungstheorie, die menschliches Bindungsverhalten erklärt, auf die Mensch-Hund-Beziehung. Heinz Weidt und Dina Berlowitz formulierten 1997, es „kann sich zwischen den ungleichen Partnern jenes unsichtbare individuelle Band knüpfen, das wir im weiteren Bindung nennen.“ Sie beziehen Bindung auf eine „von Geborgenheit und Sicherheit gekennzeichnete Gefühlslage“ des Hundes und verstehen Bindung „im Sinne und in der Funktion eines lebensnotwendigen Systems“.

## Grundlagen der Bindung
Die Bindungsbereitschaft des Hundes ergibt sich aus der Trennung von der Mutter und dem natürlichen Bedürfnis nach Schutz. Damit überhaupt eine Bindung an den Menschen zustande kommen kann, ist die Sozialisation des Welpen mit Menschen in der sensiblen Phase seiner Entwicklung nötig. In dieser Phase maximaler Lernfähigkeit  etwa von der 3. bis zur 13. Lebenswoche entscheidet sich, wer engster Sozialpartner wird und ob der Hund in der Lage sein wird, Sozialbeziehungen aufzubauen. Vier Monate alte Welpen entwickeln eine Bindungsbeziehung zu ihrer Hauptbezugsperson, Hunde sind jedoch auch in der Lage, später schnell, das heißt innerhalb weniger Tage, neue Bindungen einzugehen, was insbesondere an Tierheimhunden beobachtet wurde. Wenn Hunde bis zur 14. Lebenswoche keine Erfahrung mit Menschen gemacht haben, zeigen sie jedoch im Allgemeinen diesen gegenüber ein starkes Meideverhalten.
Die Bindung von Hunden an Menschen ist nicht nur von der sozialen Umgebung abhängig. Vergleiche von intensiv mit Menschen sozialisierten Wolfswelpen mit Hundewelpen unter gleichen Aufzuchtbedingungen im Alter von vier Monaten zeigten, dass die Hunde Bindungsverhalten zeigten, die Wölfe dagegen nicht. Während Hunde Bindungsbeziehungen zu Menschen aufbauen, tun sie das zu anderen Hunden nicht. Vielmehr bestehen Parallelen im Bindungsmuster zwischen Hunden und Kindern. Wie bei Kindern führen bei Hunden Störungen der Bindung zu typischen Verhaltensstörungen. Es ist die Aufgabe des Menschen, dem Bindungsbedürfnis des Hunds gerecht zu werden. Dabei muss er einen Weg finden zwischen Überbehüten des Hundes und dem Vernachlässigen von dessen Schutzbedürfnis, sein Handeln bestimmt die Qualität der Bindung. Er muss die Bedürfnisse des Hundes erkennen, entsprechend reagieren und dem Hund ein verlässlicher Partner sein.

## Bindungsverhalten

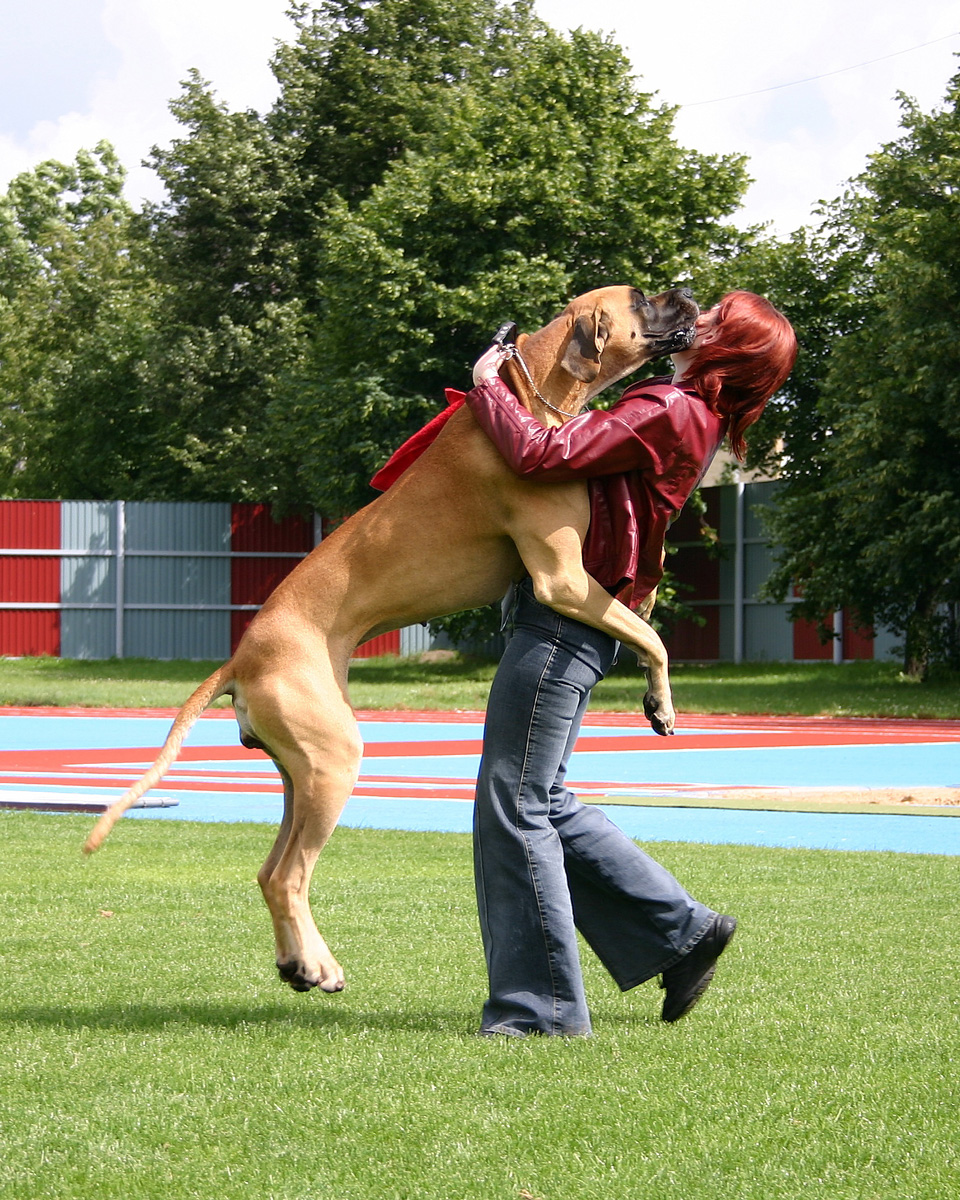
Das Verhalten des Hunds nach einer Trennungssituation lässt Rückschlüsse auf die Bindung zu.

Das Bindungsverhalten des Hundes ist gekennzeichnet von inneren und äußeren Faktoren; sie bestimmen, inwieweit er die Nähe zu seiner Bezugsperson sucht und aufrechterhält und ob und in welchem Maße er erkundendes Verhalten zeigt, für das die Bezugsperson als sichere Basis fungiert.
Eine Beziehung kann als Bindung bezeichnet werden, wenn (im Fall Hund – Mensch) der Hund den Menschen erkennen kann (individuelle Unterscheidung), er ihn bei Erkundung und Gefahr als sichere Basis betrachtet (secure base effect) und bei der Begegnung nach stressbelasteter Trennung den Menschen begrüßt und entspannteres Verhalten zeigt.

## Bedeutung der Bindung
Die Bindung ist ein lebensnotwendiges System. Es muss im Fall des Hundes je nach seinem rassespezifischen und individuell veränderten Abhängigkeitsgrad mehr oder weniger lebenslang erhalten bleiben. Ohne die Sicherheit der Bindung an den Menschen hat dieser abhängige Hund ständig eine Fluchttendenz und gerät in einen Kreislauf aus Angst und Aggression. Nur eine sichere Bindung ermöglicht es dem Hund, sich positiv mit seiner Umwelt auseinanderzusetzen.
Eine sichere Bindung stellt somit die Basis des Zusammenlebens und jeder Arbeit mit dem Hund dar.
Es gibt Arbeitshunde (wie die klassischen Hofhunde oder Herdenschutzhunde), die vergleichsweise selbständig agieren müssen und nicht in enger Sozialbeziehung zum Menschen gehalten werden. Im Zusammenleben mit ihnen kann es bei mangelnder Sachkenntnis der Menschen zu Gefahrensituationen kommen. Gerade bei in dieser Tradition stehenden Rassen kommt bei einer Haltung als Begleithund dem Aufbau einer sicheren Bindung besondere Bedeutung zu (dazu siehe ).

## Bindungstests
Zimen führte sowohl mit Hunden als auch mit Wölfen Bindungstests durch. Er nutzte vor allem den eingehaltenen räumlichen Abstand zueinander, um auf die Stärke der Bindung zu schließen. Einer der Tests für den Hund davon bestand in einem Trennungsversuch: ein Hund wurde im Gelände vor die Wahl gestellt, einer von zwei sich trennenden Personen zu folgen.
Heinz Weidt und Dina Berlowitz entwickelten 1997 einen Bindungstest auf der Grundlage von John Bowlby und Mary Ainsworth. In einem Zeitraum von 12 Minuten werden dabei der Hund und seine Hauptbezugsperson in einem abgeschlossenen Raum mit Spielgeräten jeweils etwa 3 Minuten lang mit verschiedenen Situationen und Aufgaben konfrontiert und beobachtet (Video). Die folgenden vier Episoden werden dabei unterschieden:
- gemeinsames Erkunden (Hund und Bezugsperson betreten den fremden Raum),
- Spielen/Beschäftigen (gemeinsam),
- Trennung/Alleinsein (Bezugsperson verlässt den Raum),
- Wiedervereinigung/Spielen (Bezugsperson kommt zurück).

Das Verhalten in den jeweiligen Situationen erlaubt Rückschlüsse auf die Qualität der Bindung.
1998 publizierte die Gruppe um den ungarischen Verhaltensbiologen Ádám Miklósi an der Eötvös-Loránd-Universität Budapest eine neue Anwendung des Strange Situation Tests von Mary Ainsworth zur Untersuchung des Bindungsverhaltens von Hunden. Der Test besteht aus sieben Episoden von je 2 Minuten Dauer und einer 30-sekündigen Einführungsepisode:
Einführungsepisode: Der Beobachter führt den Hund und dessen Bezugsperson in einen dem Hund unbekannten Versuchsraum und verlässt diesen.
1. Bezugsperson und Hund: Erst erkundet der Hund für 1,5 min den Raum während die Bezugsperson inaktiv ist, danach regt letztere ein Spiel an.
2. Fremde Person, Bezugsperson und Hund: Eine Fremde Person tritt ein und setzt sich. Nach 30 s beginnt sie eine Unterhaltung mit der Bezugsperson des Hundes. Bei Minute 2 geht die fremde Person zum Hund und versucht Spielen anzuregen. Am Ende dieser Episode verlässt die Bezugsperson des Hundes unauffällig den Raum, die Hundeleine bleibt auf dem Stuhl.
3. Fremde Person und Hund (erste Trennungsepisode): Das Verhalten der fremden Person richtet sich nach dem des Hunds. Während der ersten Minute versucht sie den Hund zu beschäftigen und so von der Tür fernzuhalten. Wenn der Hund nicht spielen will, versucht die fremde Person ihn durch Streicheln zu beschäftigen. Bei Minute 2 hört die fremde Person auf zu spielen. Wenn der Hund zum streicheln kommt, wird das zugelassen.
4. Bezugsperson und Hund (erste Wiedersehensepisode): Die Bezugsperson des Hundes geht zur geschlossenen Tür und ruft den Hund, dann öffnet sie die Tür und wartet einen Moment und lässt den Hund reagieren. Die Bezugsperson begrüßt und tröstet den Hund. Währenddessen verlässt die fremde Person den Raum. Nach 2 Minuten geht auch die Bezugsperson und sagt dem Hund, dass er bleiben soll. Die Leine bleibt auf dem Stuhl.
5. Hund allein (zweite Trennungsepisode)
6. Fremde Person und Hund (Fortsetzung der zweiten Trennungsepisode): Die fremde Person tritt ein und richtet ihr Verhalten nach dem des Hunds. Während der ersten Minute versucht die fremde Person den Hund durch Spielen zu beschäftigen und von der Tür fernzuhalten. Wenn der Hund nicht spielen will, versucht die fremde Person den Hund durch Streicheln zu beschäftigen. Bei Minute 2 hört die fremde Person auf zu spielen. Streicheln ist erlaubt, wenn es vom Hund ausgeht.
7. Bezugsperson und Hund (zweite Wiedersehensepisode): Die Bezugsperson öffnet die Tür und wartet einen Moment, bevor sie den Hund begrüßt, um ihm Gelegenheit zu geben, spontan zu reagieren. Dann begrüßt und tröstet die Bezugsperson den Hund während die fremde Person weggeht.

Der Test wird auf Video aufgezeichnet und von geschulten Beobachtern ausgewertet. Topál, Miklósi und ihr Team fanden 1998 deutliche Unterschiede im Verhalten der Hunde gegenüber der Bezugsperson im Vergleich zu dem gegenüber der fremden Person. Aus diesem Vergleich schlossen sie auf das Bindungsverhalten, das sie als Ergebnis der Domestikation betrachten. Sie fanden keine wesentlichen rassespezifischen Unterschiede.